# Dünsten
Dünsten ist eine Zubereitungstechnik der Kochkunst, bei der rohe Lebensmittel ohne oder mit nur wenig zusätzlicher Flüssigkeit gegart werden. Als Flüssigkeitszugabe werden neben Wasser auch Wein, Brühe oder Fond und fallweise auch Fett verwendet. Besonders geeignet für das Dünsten sind Lebensmittel mit einem gewissen Wassergehalt wie Fisch, Gemüse, helles, fett- und kollagen-armes Fleisch von Kalb, Kaninchen oder Lebensmittel mit einem gewissen Fettgehalt wie Hausgeflügel. Eine ältere Bezeichnung dieser Garmethode ist „Sotten“.
Beim Dünsten unterscheidet man drei Methoden:
1. Dünsten nur in Eigenflüssigkeit (z. B. bei Tomaten, Gurken): Hierbei wird der hohe Anteil an Eigenflüssigkeit genutzt, um die beim Garprozess erforderliche Dampfentwicklung zu gewährleisten. Damit sich der Wasserdampf entwickelt, aber nicht aus dem Gargefäß entweichen kann, ist ein gut schließender Deckel erforderlich. Die Hitzezufuhr ist so zu wählen, dass es gerade reicht, einen Wasserdampf mit einer Temperatur zwischen 70 und 98 °C zu erzeugen. Höhere Temperaturen führen zu höherem Dampfdruck – der Dampf entweicht und das Gargut brennt an.
2. Dünsten unter Zugabe von Fremdflüssigkeit (z. B. bei Kartoffeln): Bei geringem Wassergehalt muss Wasser, Brühe o. ä. zugegeben werden, um den erforderlichen Dampfdruck zu erzeugen. Sonst wie unter 1.
3. Dünsten unter Zugabe von Fett (z. B. Gemüse wie Möhren, Kohlrabi usw.): Hierbei wird Fett hinzugegeben, meist aus geschmacklichen oder ernährungsphysiologischen Gründen. Als Fett kann z. B. Öl, Butter oder Margarine dienen. Es beugt einem Anbrennen vor und nimmt verschiedene fettlösliche Vitamine auf. Sonst wie unter 1 oder 2.

Allgemein ist für Fisch ein kurzes Dünsten die bevorzugte Methode, weil so sein Eigengeschmack und die zarte Textur am besten zur Geltung kommt und er nicht austrocknet wie beispielsweise beim Grillen. Eine Variante des Dünstens ist die Zubereitung en papillotte, das Garen im eigenen Saft in einer hermetisch verschlossenen Folie.
Wenn das Lebensmittel keinen Kontakt zur Flüssigkeit hat, sondern nur im aufsteigenden Dampf gegart wird, spricht man vom Dämpfen.

## Fußnote
1. ↑  Henriette Davidis: Praktisches Kochbuch für die bürgerliche und feine Küche. Reprint der Berliner Ausgabe, Augsburg 1997; Erstveröffentlichung 1845.